# S/S Nordia av Höganäs
Ångfartyget S/S Nordia av Höganäs sjönk, efter kollision under gång i konvoj, den 26 februari 1940 utanför den norska kusten.

## Historik
Den förlista ångaren var byggd 1921 på det efter prinsessan Juliana uppkallade varvet i Papendrecht i Nederländerna. Ångaren gick först under nederländsk flagg och hette Zeeburg, men inköptes i juni 1922 till Höganäs av skeppsredare Carl Norrthon för Rederi AB Höganäs räkning, vilket ångaren sedan tillhörde under namnet Nordia. Inga nämnvärda haverier drabbade Nordia under sina nästan 20 år till havs, bortsett från en kollision 1925 i Genua med den spanska ångaren Mur Blanco. På resa från och till neutral hamn uppbringades Nordia i november 1939 av tyska örlogsfartyg och infördes till Kiel, dit efter hand även rederiets ångare S/S Norruna och S/S Norma infördes av samma anledning. Nordia blev senare frigiven och fortsatte sin resa.

## Förlisningen
Nordia var på resa från Hull till Göteborg i februari 1940 och gick i konvoj över Nordsjön. Då konvojen befann sig utanför den norska kusten 70 nautiska mil västsydväst om Feistein fyr rammade, i morgonens mörker, en engelsk jagare Nordia. Den svenska ångaren sjönk i stort sett omedelbart. Jagaren, som var oskadd, satte ut livbåtar och lyckades bärga hela besättningen utom två man. Nordias överlevande besättningsmän fördes av jagaren till Kirkwall, varifrån de hemsändes till Sverige med flyg.